# Bonifacy Obiedziński
Bonifacy Obiedziński, ps. Makary, Makarewicz, Stefan, Karol (ur. 14 maja 1887 w Rzeczkach-Wólkach, zm. 1979) – polski działacz komunistyczny, członek PPS „Proletariat”, SdKPiL, KPP, PPR i PZPR, funkcjonariusz Ministerstwa Bezpieczeństwa Publicznego.

## Życiorys
Pochodził z okolicy szlacheckiej Rzeczki pod Ciechanowem, gdzie przyszedł na świat jako syn Jana, robotnika wiejskiego, i Feliksy z Kamińskich. Ukończył cztery klasy gimnazjum, z zawodu był murarzem.
W latach 1904–1906 należał do PPS „Proletariat”, a w 1907 r. wstąpił do Socjaldemokracji Królestwa Polskiego i Litwy. Aresztowany przez rosyjskie władze zaborcze w 1907 r. za współudział w zabójstwie trzech żandarmów, został osadzony najpierw na Pawiaku, a potem w X Pawilonie Cytadeli warszawskiej. Pięcioletni pobyt w więzieniu wyraźnie odbił się na jego zdrowiu lub też oskarżony pozorował chorobę umysłową, ale mimo tego otrzymał wyrok bezterminowej katorgi. Jednak jeszcze po zakończeniu jego procesu sądowego, co najmniej do połowy 1913 r., był więziony w Cytadeli. Następnie odbywał karę w Orle nad Oką, Mcensku, Archangielsku i Moskwie.
Wyszedł na wolność po 10 latach uwięzienia, podczas rewolucji lutowej 1917 r. Podjął działalność w komórce SdKPiL w Moskwie. Tam też wstąpił do Czerwonej Gwardii i w jej szeregach wziął udział w rewolucji październikowej. Podczas wojny domowej w Rosji walczył przeciwko białym pod Biełgorodem i Charkowem. Pod koniec 1918 r. wrócił do Polski, gdzie do 1939 r. pracował zawodowo w Nasielsku, Ciechanowie i Warszawie. Jednocześnie kontynuował działalność polityczną w Komunistycznej Partii Robotniczej Polski (od 1925 r. Komunistycznej Partii Polski), był też sekretarzem Związku Zawodowego Robotników Rolnych w powiecie Maków Mazowiecki. Podczas wojny polsko-bolszewickiej 1920 r. przewodniczył lokalnej organizacji komitetu rewolucyjnego (Polrewkomu) w Nasielsku i pracował w Wydziale Politycznym 11 Dywizji Strzelców Armii Czerwonej.
Za działalność przeciwko państwu polskiemu był więziony w latach 1921–1925 na Pawiaku. Po zwolnieniu wznowił aktywność polityczną: był sekretarzem Komitetu Okręgowego w Ciechanowie (1926–1927) i uczestnikiem IV zjazdu KPP (1927), następnie działał w Komitecie Okręgowym KPP w Siedlcach (1927–1930) oraz związku zawodowym robotników budowlanych w Warszawie (1928–1939). Podczas II wojny światowej od 1942 r. działał w Okręgu Ciechanów–Mława konspiracyjnej Polskiej Partii Robotniczej i był żołnierzem jej Gwardii Ludowej. Został ciężko ranny w trakcie akcji zbrojnej koło Siedlec i przebywał na leczeniu do 1944 r.
Po zakończeniu działań wojennych na ziemiach polskich należał do organizatorów warszawskiej Rady Związków Zawodowych w 1945 r. W grudniu 1948 r. z ramienia PPR był delegatem na kongres zjednoczeniowy i zarazem I Zjazd Polskiej Zjednoczonej Partii Robotniczej, której członkiem pozostał do końca życia. Równocześnie od marca 1945 r. był funkcjonariuszem aparatu bezpieczeństwa Polski Ludowej. Pracował początkowo jako starszy archiwista w Ministerstwie Bezpieczeństwa Publicznego w Warszawie, a na początku 1946 r. został przeniesiony służbowo do Wojewódzkiego Urzędu Bezpieczeństwa Publicznego w Koszalinie. Wreszcie, od 30 lipca 1947 r. do 31 lipca 1955 r. zajmował stanowiska kierownicze, doradcze i instruktorskie w WUBP w Szczecinie. Tam też od sierpnia 1947 do 1949 r. był przewodniczącym Komisji Kontroli Partyjnej Komitetu Wojewódzkiego PPR, a następnie PZPR.
W 1955 r. przeszedł na rentę. Przed 1966 r. osiadł w Otwocku, gdzie do lat 70. uczestniczył w pracy społecznej i oświatowej, m.in. wygłaszając pogadanki historyczne na spotkaniach Towarzystwa Przyjaciół Otwocka jako „weteran ruchu robotniczego”.

## Ordery i odznaczenia
- Order Lenina (1967)[11][12]
- Brązowy Krzyż Zasługi (1946)[13]
- Srebrny Medal Zasługi Łowieckiej (1947)[14]